# Шател (Горња Савоја)
Шател (фр. Châtel) је насељено место у Француској у региону Рона-Алпи, у департману Горња Савоја.
По подацима из 2011. године у општини је живело 1183 становника, а густина насељености је износила 36,75 становника/km².

## Демографија
| 1962. | 1968. | 1975. | 1982. | 1990. | 2011. |
| ----- | ----- | ----- | ----- | ----- | ----- |
| 642   | 755   | 848   | 1.024 | 1.255 | 1.183 |